# Блуменау, Семён Фёдорович
Семён (Сема) Федорович Блуменау (род. 26 марта 1948, Рига) — советский и российский историк, доктор исторических наук (1995), профессор, в 1995—2019 годах заведующий кафедры всеобщей истории Брянского государственного университета. Специалист по истории Великой французской революции.

## Биография
Родился в 1948 году в городе Риге, Латвийская ССР, в семье служащих.
В 1967—1972 годах учился на историческом факультете МГУ.
В 1972—1975 годах работал в Чечено-Ингушском государственном университете.
В 1975—1978 годах обучался в аспирантуре МГУ. Научным руководителем был профессор А. В. Адо.
В 1978 году начал работать старшим преподавателем кафедры истории в Брянском государственном педагогическом институте имени академика И. Г. Петровского, с которой связана вся дальнейшая преподавательская деятельность. В 1986 году защитил кандидатскую диссертацию «Основные тенденции французской историографии Великой буржуазной революции конца XVIII в. в первые послевоенные десятилетия».
В 1995 году защитил докторскую диссертацию «От социально-экономической истории к проблематике массового сознания: Французская историография революции конца XVIII века (1945—1993)».
С 1995 по 2019 год — почти четверть века — возглавлял кафедру всеобщей истории Брянского государственного университета.
Работая в университете подготовил 16 кандидатов наук и 3 докторов наук. Почётный работник высшего профессионального образования РФ.
Супруга — Яковлева Светлана Павловна, кандидат педагогических наук, доцент кафедры новой и новейшей отечественной истории и права. Сыновья: Александр — инженер-компьютерщик, Илья — врач-нейрохирург.

## Научная деятельность
Специалист по истории и новейшей историографии Великой французской революции.

В советской историографии «Французская революция являлась „горячим“ сюжетом, а сегмент исторической науки, занятый её „изучением“, был одним из наиболее „простреливаемых“» — пишет С. Ф. Блуменау. По его мнению, Великая французская революция стала своеобразным архетипом революции вообще:

«Поэтому политические лидеры и историки постоянно сопоставляли случившееся в начале прошлого века в России с тем, что было в своё время во Франции, проводили параллели, искали аналогии, пытались извлечь уроки и избежать повторения прошлых провалов и ошибок».— Иванова Т. Н. // журнал «Диалог со временем», № 24, 2008
С третьего курса университета специализировался по истории Франции нового времени у Анатолия Васильевича Адо, под руководством которого защитил дипломную работу об одном из якобинских лидеров Колло д`Эрбуа, а затем обучался в аспирантуре и защитил кандидатскую диссертацию на тему «Основные тенденции французской историографии Великой буржуазной революции конца XVIII в. в первые послевоенные десятилетия».
Со времени обучения в аспирантуре работы С. Ф. Блуменау начинают появляться в центральных научных журналах «Вопросы истории» и «Новая и новейшая история», «Французский ежегодник».
В 80-90 годы появляются статьи, которые делают автора одним из наиболее авторитетных знатоков французской историографии.
Изданный в 1989 году к 200-летнему юбилею Великой Французской революции одновременно на русском и французском языках известный коллективный труд «Великая Французская революция и Россия» открывается статьей С. Ф. Блуменау в соавторстве с Ю. Н. Афанасьевым «Дискуссии вокруг Великой Французской революции». В том же году оба соавтора публикуют ещё одну статью «Современные споры во Франции вокруг Великой революции» в журнале «Вопросы истории».
Первая монография историка увидела свет в 1992 году — «Ревизионистское направление в современной французской историографии Великой буржуазной революции конца XVIII века», в которой главное внимание было уделено новаторскому взгляду Ф. Фюре и новым историческим концепциям французских учёных.
В 1994 году вышла вторая монография «Споры о революции во французской исторической науке второй половины 60-х — 70-х годов».
В 1995 году выходит капитальная монография о развитии французской историографии революции за полвека с 1945 года: «От социально-экономической истории к проблематике массового сознания». В ней рассмотрены и старые школы, представленнык учениками А. Олара и А. Матьеза, и появившееся «ревизионистское» направление, отмечен кризис и полемика внутри марксистской историографии в 70-е годы. Автор пришел к выводу, что с начала 90-х годов начинается новый, четвёртый после Второй мировой войны этап в исследовании Великой революции во Франции.
В статье о вышедшей в 2011 году книге С. Ф. Блуменау «Революционные преобразования Учредительного собрания во Франции в 1789—1791 годах» рецензент Бовыкин Д. Ю., отметив ряд дискуссионных положений этой работы, сравнивая её с вышедшими по теме работами других авторов, заметил что в ней сделана попытка создать новую концепцию в отношении Французской революции, при том, что с 1988 года в историографии при многолетних разговорах о «ревизии» дальше дело не шло:

Уже в 1988 году было очевидно, что привычное видение революции не просто трещит по швам, но нуждается в коренном пересмотре. Вырисовывающаяся картина кажется совершенно фантастической, если не сюрреалистической — в отношении Французской революции XVIII в. вроде бы существует полный консенсус, никаких дискуссий не идет. Пожалуй, первым исключением из этого печального правила, актуального вот уже более двух десятилетий, и стала книга профессора Блуменау. Размышления о новой книге Семена Федоровича Блуменау наводят и на ещё одну мысль: появилась не просто новая, современная обобщающая работа по истории Французской революции. Появилась книга, которая приглашает к дискуссии. — Бовыкин Д. Ю. - Революция прав человека: о книге С. Ф. Блуменау // Французский ежегодник, 2012
С. Ф. Блуменау, выступая против «идеализации» якобинцев, против тех, кто считает их политическую практику «прогрессивной», при этом:

С. Ф. Блуменау обстоятельно и последовательно показал, что никакие потуги «деякобинизации» не могут поколебать непреложных фактов. Якобинский период, как его ни определяй — подъёмом или упадком, составляет неотъемлемую часть Великой французской революции.— А. В. Гордон, Новая и новейшая история, № 5, 1996

## Основные работы
Книги
- К истории споров о Французской революции. Французская революция и Россия. — М.: Прогресс, 1989. (в соавт. с Ю. Н. Афанасьевым)
  - Nouvelle polemique au sujet de la Revolution,La Revolution franeaise et la Russie. M.: editions du Progres, 1989.
- «Ревизионистское» направление в современной французской историографии Великой буржуазной революции конца XVIII в., Брянск, 1992.
- Споры о революции во французской исторической науке второй половины 60-70-х гг. Ьрянск,,1994.
- От социально-экономической истории к проблематике массового сознания. Французская историография революции конца XVIII века (1945—1993), Брянск., 1995.
- Революционные преобразования Учредительного собрания во Франции в 1789—1791 годах. — Брянск: Курсив, 2011.
- Политические группировки Учредительного собрания революционной Франции (1789—1791). «Левый центр». Брянск, 2016 (в соавт. с В. Ю. Салимон).
- С. Ф. Блуменау, В. И. Золотов, А. В. Федин Социокультурные трансформации в переходные периоды истории Коллективная монография. Под редакцией А. В. Сагимбаева .Брянск,2021. Главы 9-11.

Диссертации
- Основные тенденции Великой буржуазной революции конца XVIII века в первые послевоенные десятилетия (середина 40-х — середина 60-х годов), Автореферат диссертации на соискание степени кандидата исторических наук. М.. 1986.
- От социально-экономической истории к проблематике массового сознания. Французская историография революции конца XVIII века (1945—1993), Автореферат диссертации на соискание ученой степени доктора исторических наук. М., 1994.

Статьи
- Ещё раз об истоках Французской революции конца XVIII в. // Вопросы истории, 1977, № 3.
- «Анналы» и проблемы Французской буржуазной революции конца XVIII в. // Вестник Московского университета, серия «История», 1978,
- Собуль А. Крестьянские проблемы революции (1798—1848) // Новая и новейшая история, 1979, № 1., в соавторстве с А. В. Адо.
- Два подхода к изучению городского народного движения периода Французской революции конца XVIII в. // Вопросы истории, 1985, № 9.
- Современная французская марксистская историография Великой французской буржуазной революции. // Марксизм-ленинизм и развитие исторической науки в странах Западной Европы и Америки. Т. 1 М., 1985.
- Современные споры во Франции вокруг Великой революции. // Вопросы истории, 1989. № 3., в соавторстве с Ю. Н. Афанасьевым.
- Некоторые проблемы изучения Великой Французской революции // Преподавание истории в школе, 1989, № 4.
- Современная французская марксистская историография революции во Франции. // Новая и новейшая история, 1990, № 2.
- Соле Ж. Революция в вопросах // Вопросы истории, 1990, № 9.
- Современная французская историография Вандеи и Шуанрии // Новая и новейшая история, 1992, № 1.
- Буржуазия и Великая Французская революция. // Вопросы истории, 1992.
- Неолибералы и неоконсерваторы в новейшей французской историографии революции // Национализм, консерватизм и либерализм в новой и новейшей истории Запада. Калининград, 1996.
- Якобинство в исторических итогах Великой Французской революции. // Новая и новейшая история, 1996, № 5.
- Жорж Кутон. Избранные произведения 1793—1794. // Новая и новейшая история, 1997, № 5.
- Историко-антропологическое направление в изучении Старого порядка и Революции в современной французской науке / Историческая антропология: место в системе социальных наук, источники и методы интерпретации. Тезисы докладов. — М.: РГГУ, 1998.
- Религия и революция 1789 г. во Франции. // Новая и новейшая история, 1998, № 3.
- Великая Французская революция и наполеоновское время // Очерки истории средних веков и раннего нового времени. — Смоленск, 1998.
- Французская революция конца XVIII века в современной научной полемике. // Вопросы истории, 1998, № 9.
- Исторические этюды о Французской революции. // Вопросы истории, 1999, № 9.
- Людовик XV // Вопросы истории, 2000, № 9.
- В поисках новых подходов: 200-летие Революции и Французская историография. // Французский ежегодник 2000. М., 2000.
- Французская революция XVIII в. и буржуазия. // Новая и новейшая история, 2002, № 1.
- Просвещение и проблема истоков Французской революции: современное видение. // Вопросы истории, 2003, № 9
- Церковные реформы начала революции и французское общество // Памяти профессора А. В. Адо: современные исследования о французской революции конца XVIII века. — М. МГУ, 2003.
- Жак Неккер // Вопросы истории, 2004, № 7.
- Французский ежегодник 2003. Правые во Франции. // Вопросы истории, 2005, № 8.
- Д. Ю. Бовыкин. Революция окончена? Итоги термидора.// Вопросы истории, 2006, № 4.
- Французский историк о механизмах террора во время революции. // Новая и новейшая история, 2006, № 3.
- Современная историография Французской революции. // Вопросы истории. 2011, № 12.
- Политические сочинения кануна Великой французской революции // Новая и новейшая история,2013,№ 5.
- Проблема сеньориальных прав в начале Французской революции. Закон 3 мая 1790 г. // Французский ежегодник, 2015.
- Отечественная историография Учредительного собрания Великой Французской революции // Вестник БГУ, 2016, № 1(27),
- Учредительное собрание французской революции XVIII в. и исполнительная власть // Вопросы истории. 2017.№ 4.
- Дебаты в Учредительном собрании Франции по проблеме выборов в годы Великой французской революции. // Новая и новейшая история. 2017, № 6.
- Раздумья над книгой А. В. Гордона « Историки железного века» // Новая и новейшая история. 2019. № 6.
- Корсиканский период в карьере Наполеона // Вестник Брянского государственного университета. −2020 — № 1. С.9-15.
- Историки XX столетия в трудах, публикациях, общении // Французский ежегодник, 2020. С. 392—404.
- Бесчинства толпы летом 1789 года в восприятии депутатов Учредительного собрания Франции // Вестник Брянского государственного университета.- 2020. № 3
- Вызовы первой революционной жакерии во Франции и ответы Национального Собрания // Вестник Брянского государственного университета. −2020. — № 4.
- Борьба вокруг сеньориального режима и церковной десятины в начале Французской революции // Вопросы истории — 202.1 — № 6(1). — С. 127—144
- Марш парижан на Версаль осенью 1789 г: голодный бунт или политическая акция // Вестник Брянского государственного университета. − 2022 — № 2, с. 31-37
- Казни, пытки, «письма об аресте»: уголовное и политическое преследование во Франции Старого порядка // История, Общество. Политика 2022. № 3(23). с. 39 −48.
- Государственные тяготы и население Франции в конце Старого порядка // Французский мир на перекрестках эпох -Брянск, 2023.
- Учредительное собрание Французской революции конца XVIII века в борьбе с самоуправством толпы // Вестник Брянского государственного университета.2023 № 3 (57) С.32-39.
- Отечественная историография советского времени о солдатских волнениях в первый период Французской революции // Вестник Брянского государственного университета. — 2024. — № 3, с. 13-19.
- Брожения в армии и позиция властей в начальный период Французской революции // Ученые записки Орловского государственного университета. − 2024. — № 4. — С. 25-30.

+ КУРС ФРАНЦУЗСКИХ ВЛАСТЕЙ НА УМИРОТВОРЕНИЕ ГАРНИЗОНА НАНСИ И ЕГО НЕУДАЧА: АВГУСТ 1790Г.'// Вестник Брянского государственного университета.2025 № 2  С.6-17.